# Innobindus robinae
Innobindus robinae är en insektsart som beskrevs av Birgit Löcker 2007. Innobindus robinae ingår i släktet Innobindus och familjen kilstritar. Inga underarter finns listade i Catalogue of Life.